# Châteauneuf-du-Rhône
 Châteauneuf-du-Rhône  là một xã thuộc tỉnh Drôme trong vùng Auvergne-Rhône-Alpes đông nam nước Pháp. Xã Châteauneuf-du-Rhône nằm ở khu vực có độ cao từ 55-335 mét trên mực nước biển.